# ميغيل كيث
ميغيل كيث (بالإنجليزية: Miguel Keith)‏ هو عسكري أمريكي، ولد في 2 يونيو 1951 في سان أنطونيو في الولايات المتحدة، وتوفي في 9 مايو 1970 في محافظة كوانغ ناي في فيتنام.